# Хари Хопман
Хенри „Хари“ Кристиан Хопман (на английски: Henry „Harry“ Christian Hopman) е австралийски тенисист от 1930-те години и треньор. Успехите му са предимно на двойки и смесени двойки.

## Биография
Хенри Кристиан Хопман е роден на 12 август 1906 г. в Глийб, Нов Южен Уелс. По-късно семейството му се премества близо до Сидни. Завършва основното си образование в общественото училище в Роузхил, където баща му е директор а впоследствие средното в Паръмата (Parramatta High School) където тренира тенис и крикет. Жени се за тенистистката Нел Хол, с която четири пъти е шампион при смесените двойки на Откритото първенство на Австралия и още два пъти финалист на Уимбълдън и Откритото първенство на Австралия.

## Кариера
Хари Хопман дълги години е капитан и треньор на отбора на Австралия за Купа Дейвис. В периода от 1939 до 1967 г. Австралия е носител на трофея 16 пъти. Под негово ръководство през 1953 г. Морийн Конъли постига голям шлем.
През 1978 г. е включен в Международната тенис зала на славата. В памет на състезателя турнирът за смесени двойки в Пърт носи неговото име (Хопман Къп).

## Кариерна статистика

#### Финали на турнири отГолям шлем(3)
| година | турнир       | съперник     | резултат                |
| ------ | ------------ | ------------ | ----------------------- |
| 1930   | ОП Австралия | Едгар Муун   | 3–6, 1–6, 3–6           |
| 1931   | ОП Австралия | Джак Крофърд | 4–6, 2–6, 6–2, 1–6      |
| 1932   | ОП Австралия | Джак Крофърд | 6–4, 3–6, 6–3, 3–6, 1–6 |

### Титли на двойки в турнири от Големия шлем (2)
| година | турнир       | партньор     | съперници               | резултат                |
| ------ | ------------ | ------------ | ----------------------- | ----------------------- |
| 1929   | ОП Австралия | Джак Крофърд | Джак Къмингс Едгар Муун | 6–1, 6–8, 4–6, 6–1, 6–3 |
| 1930   | ОП Австралия | Джак Крофърд | Тим Фитчет Джон Хоукс   | 8–6, 6–1, 2–6, 6–3      |

### Загубени финали на двойки в турнири от Големия шлем (5)
| година | турнир       | партньор         | съперници                      | резултат                |
| ------ | ------------ | ---------------- | ------------------------------ | ----------------------- |
| 1930   | Ролан Гарос  | Джим Уилард      | Жак Брюньон Анри Коше          | 3–6, 7–9, 3–6           |
| 1931   | ОП Австралия | Джак Крофърд     | Чарлз Донахю Рей Дънлоп        | 6–8, 2–6, 7–5, 9–7, 4–6 |
| 1932   | ОП Австралия | Джералд Патерсън | Джак Крофърд Едгар Муун        | 10–12, 3–6, 6–4, 4–6    |
| 1939   | ОП САЩ       | Джак Крофърд     | Джон Бромич Ейдриън Куист      | 6–8, 1–6, 4–6           |
| 1948   | Ролан Гарос  | Франк Седжман    | Ленарт Бергелин Ярослав Дробни | 6–8, 1–6, 10–12         |